# Qutb ad-Din Aybak
Qutb ad-Din Aybak (persiska: قطب‌ الدین ایبک), född 1150 i Turkestan i Ghuridemperiet, död 14 november 1210 i Lahore i Delhisultanatet, var en indisk sultan från 1206 till 1210.

## Biografi
Mot slutet av 1100-talet invaderades norra Indien av Muhammad av Ghor. Muhammad mördades dock den 15 mars 1206, på sin väg till Ghazani, och kunde aldrig utropa sig till sultan över Indien. Han hade heller ingen arvinge.
En av Muhammeds generaler, Qutabuddin, antog då titeln av sultan, medan en annan, Tajuddin Yildiz tog över tronen i Ghazani.
Regeringstiden var militärt lyckosam under de fyra år Qutabuddin var sultan. Under denna tid hann Qutabuddin även med att bygga en moské ibDelhi, och en i Ajmer.